# 3'-碘甲腺原氨酸
3'-碘甲状腺原氨酸，英文：3'-Monoiodothyronine，是一种单碘化的甲状腺原氨酸，化学式为C15H14INO4。
它可以L-甲状腺原氨酸、乙胺水溶液、碘和碘化钾为原料反应得到。